# 柳澤千春
柳澤 千春（やなぎさわ ちはる、1967年2月18日 - ）は、埼玉県出身で香川県在住の競艇選手。
登録番号3254。身長156cm。血液型A型。58期。香川支部所属。同期に池上裕次、平石和男、三角哲男らがいる。

## 来歴
- 1986年5月、戸田競艇場でデビュー。
- 1986年7月、下関競艇場で初勝利。
- 1990年12月、宮島競艇場での女子リーグで初優勝。
- 1997年1月23日、住之江競艇場での「第8回大阪スポーツ賞アクアクィーンカップ」で優勝
- 1998年9月6日、鳴門競艇場での女子リーグ第10戦で優勝。
- 2000年3月5日、丸亀競艇場での「G1第13回JAL女子王座決定戦競走」でG1初優勝。
- 2000年3月15日、浜名湖競艇場での「SG第35回総理大臣杯競走」にSG初出場。
- 2001年5月23日、若松競艇場での「G3女子リーグ第4戦」で優勝。
- 2002年3月11日、鳴門競艇場での「第2回山陽バス・クイーンカップ競走」で優勝。
- 2012年3月12日、浜名湖競艇場での「日本レジャーチャンネルカップ」で通算1000勝達成。